# Hohendorf (Wolgast)
Hohendorf ist ein Ortsteil der Stadt Wolgast im Landkreis Vorpommern-Greifswald in Mecklenburg-Vorpommern (Deutschland). Bis Jahresende 2011 war Hohendorf eine eigenständige Gemeinde mit den Ortsteilen Hohendorf, Schalense, Pritzier und Zarnitz.

## Geografie und Verkehr
Hohendorf liegt etwa drei Kilometer südwestlich von Wolgast, zwischen beiden Orten liegt der Ziesaberg. Östlich des Ortes befindet sich der Peenestrom (Meeresarm der Ostsee), in den hier die Ziese mündet. Durch die Ortschaft verlaufen die Landesstraße 26 und die Bahnstrecke Züssow–Swinemünde. Die Landesstraße 26 kreuzt die Bundesstraße 111 an der Abfahrt in die Ortschaft Schalense.

## Geschichte

### 14. bis 18. Jahrhundert
Hohendorf wurde als Hogendorp im Jahr 1319 erstmals urkundlich erwähnt. Der Name stammt von der Lage des ursprünglichen Dorfkerns auf dem Berg, auf dem im 13. Jahrhundert eine Kirche errichtet wurde.
Die Gegend um Hohendorf war aber schon früher besiedelt, was urzeitliche Funde beweisen.
Im 15. Jahrhundert gehörte Hohendorf der Familie von Neuenkirchen, die wiederum das Dorf 1473 an das Nonnenkloster in Krummin verkaufte. Ab dem Dreißigjährigen Krieg gehörte Hohendorf bis zum Jahr 1815 zu Schweden. König Gustav II. Adolf, der am 16. November in der Schlacht bei Lützen fiel, wurde mit einem Trauerzug durch Hohendorf nach Wolgast und später von dort per Schiff nach Schweden überführt. Nach dem Dreißigjährigen Krieg bekam der schwedische General Conrad Mardefelt das Gut Pritzier mit Hohendorf als Dank und Entschädigung. Er verkaufte den Grundbesitz im Jahr 1653 an den Generalgouverneur Carl Gustav Wrangel. Von 1648 bis 1854 blieb Hohendorf Pertinenz des Gutes Pritzier. Als Ergebnis der Napoleonischen Kriege kam Hohendorf, wie ganz Schwedisch-Pommern zu Preußen. 1694 wurde Hohendorf im Zuge der Schwedischen Landesaufnahme von Vorpommern vermessen. Auf dieser Zeit sind fünf Bauern, darunter ein Dorfschulze überliefert. Jeder Bauer besaß sechs Pferde, vier Ochse und vier Kühe. Neben den Bauern lebten acht Kossäten mit einem Kotten in dem Ort. Die leisteten sowohl den Bauern wie auch auf dem Ackerhof Pritzier ihre Dienste.
Im Großen Nordischen Krieg (1700–1721) marschierten die Kosaken über die Wolgaster Landstraße auf Wolgast zu. Archäologische Untersuchungen in den 1950er Jahren ergaben, dass diese nicht nur beritten waren, sondern auch Wagen mit sich geführt haben mussten. In den darauf folgenden Jahrzehnten war die Bevölkerung von Hunger, Plünderungen und kriegerische Handlungen betroffen, so im Siebenjährigen Krieg (1756–1763) sowie in den Befreiungskriegen (1813–1815).

### 19. Jahrhundert

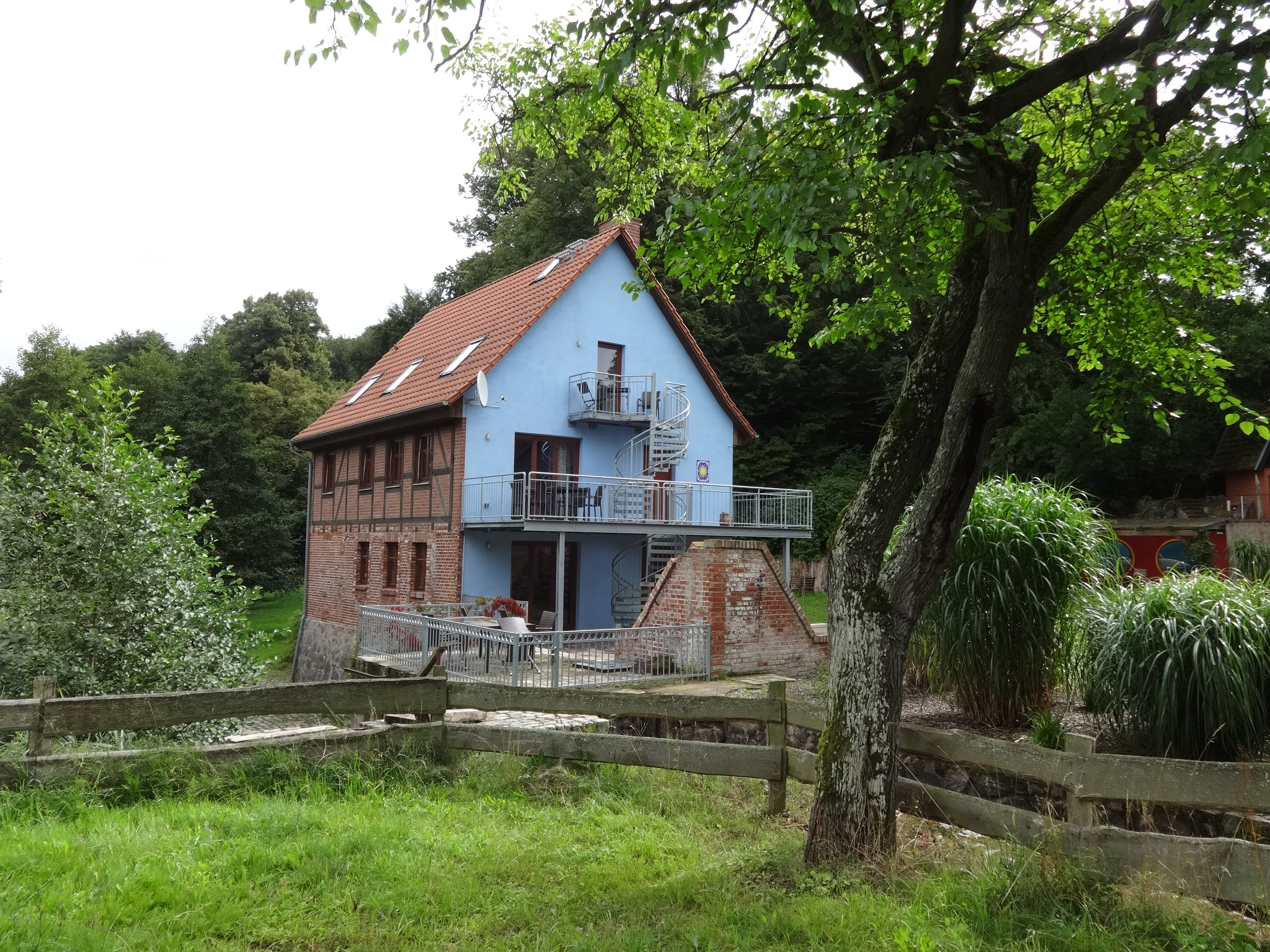
Alte Wassermühle

Mit dem Wiener Kongress 1815 kam auch Hohendorf zu Preußen. Es kam zu einer Flurbereinigung, bei der zuvor zersplitterte landwirtschaftliche Flächen zusammengelegt wurden. Damit konnte der Anbau von Tiernahrung verbessert werden, was die Grundlage für eine erfolgreiche Viehwirtschaft legte. Dennoch kam es 1837 durch einen harten Winter und 1846 durch einen Schädlingsbefall zu einer Hungersnot. Bereits vor 1835 wurde südwestlich des Ortskernes eine Wassermühle erbaut und entsprechende Mühlenteiche mit Staus angelegt. Die Mühle ist noch teilweise erhalten mit Mühle, Wohnhaus und Scheune, sowie der Umfassungsmauer. Der ursprüngliche Mühlenteich direkt vor der Mühle wurde beim Bau der Bahnstrecke, die direkt durch den Teich führte, halbiert und der westliche Teil zugeschüttet. Der restliche Teich wurde kleiner Mühlteich genannt, ihm südlich vorgelagert wurde im Mühlenbruch der große Mühlteich angelegt. Beide versorgten die Mühle mit ausreichend Wasser für den Antrieb. Die Teiche sind noch vorhanden, aber wegen der Nichtnutzung der Mühle ist der Wasserstand abgesenkt und dadurch die Teiche verkleinert. Am Ortskern auf dem Berg waren noch bis vor 1920 zwei Bockwindmühlen vorhanden. Neben den Bauern siedelten sich nach und nach auch Fischer und Handwerker in Hohendorf an. Aus dem Jahr 1865 sind zwei Dachdecker, fünf Leinweber, drei Maurer, ein Schneider, ein Schuster, ein Tischler sowie ein Zimmermann überliefert. Im Jahr 1855 wurde die heutige B 111 von Wolgast nach Gützkow gebaut. Durch den Bau der Bahnstrecke Züssow-Wolgast gewann Hohendorf mit dem aufkommenden Bädertourismus immer mehr Bedeutung. 1872 kam es zu einem schweren Sturmhochwasser, bei der Häuser beschädigt und Gärten sowie Felder verwüstet wurden.

### 20. und 21. Jahrhundert
Ein weiteres Sturmhochwasser richtete Schäden im Ort an, als in der Silvesternacht 1904/1905 in Damerow ein Deich brach.  1910 eröffnete ein Landgasthof im Ort, 1928 eine Backstube. Bei einem Großbrand am 3. Juli 1931 wurden 25 Gebäude, darunter die Schule zerstört. Nach dem Ende des Zweiten Weltkrieges stieg in Hohendorf, wie in fast allen Dörfern Vorpommerns, die Einwohnerzahl durch die Ansiedlung von Flüchtlingen und Heimatvertriebenen an.
Am 1. Juli 1950 wurde die bis dahin eigenständige Gemeinde Pritzier eingegliedert.
In den Jahren 1965 und 1966 wurden große Flächen der Peenewiesen eingedeicht, um so die Bedingungen für die Landwirtschaft weiter zu verbessern. Seit 1990 gehört Hohendorf zum Land Mecklenburg-Vorpommern. 1992 entstand ein Gewerbegebiet, 1998 das Wohngebiet auf dem Hohendorfer Berg. Zum 1. Januar 2012 wurde Hohendorf nach Wolgast eingemeindet.

## Sehenswürdigkeiten

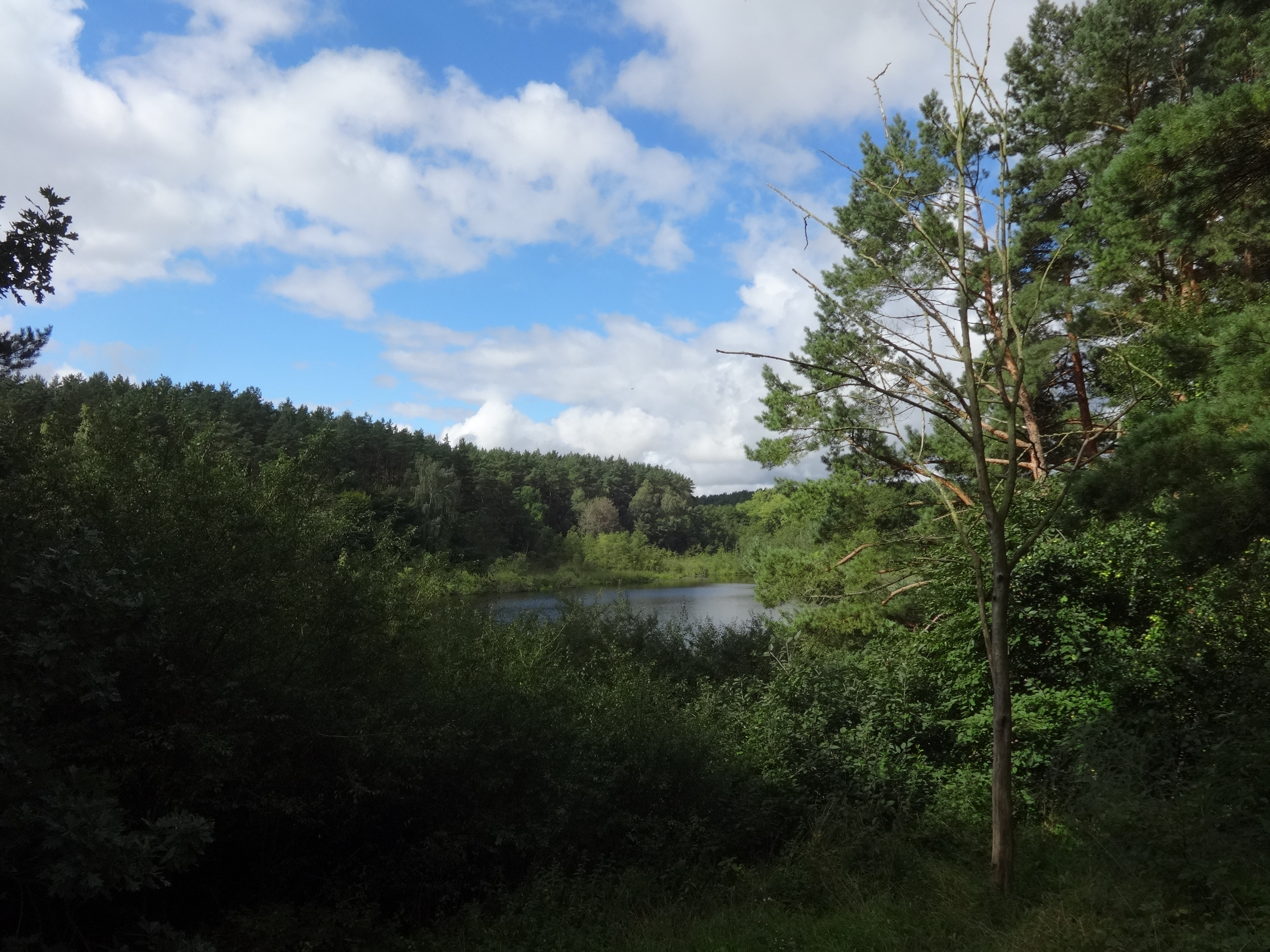
Schwanenteich

→ Siehe: Liste der Baudenkmale in Wolgast#Hohendorf
- Dorfkirche Hohendorf, gotische Back- und Feldsteinkirche aus dem 13. Jahrhundert sowie Pfarrhof mit Pfarrhaus, Scheune und Nebengebäude
- Die ehemalige Wassermühle in der Straße Am Mühlenbach 3 stehen unter Denkmalschutz, ebenso eine Kate in der Chausseestraße 2.